# Zengővárkonyi-patak
A Zengővárkonyi-patak Zengővárkonytól nyugatra ered, Baranya vármegyében. A patak forrásától kezdve délkeleti, majd déli irányban halad, Pécsváradig, ahol beletorkollik a Pécsváradi-patakba.
A Zengővárkonyi-patak vízgazdálkodási szempontból az Alsó-Duna jobb part Vízgyűjtő-tervezési alegység működési területéhez tartozik.

## Part menti települések
- Zengővárkony
- Pécsvárad